# Ryūtarō Hashimoto
Ryūtarō Hashimoto (橋本龍太郎?, Hashimoto Ryūtarō; Sōja, 29 luglio 1937 – Tokyo, 1º luglio 2006) è stato un politico giapponese.
È stato Primo ministro del Giappone dall'11 gennaio 1996 al 30 luglio 1998.

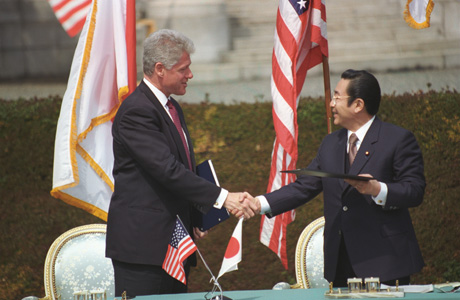
Hashimoto con il Presidente degli Stati Uniti Clinton (1996).